# إلغن ألبرت مونرو
إلغن ألبرت مونرو هو سياسي كندي، ولد في 11 أكتوبر 1874 في ساوث دونداس في كندا، وتوفي في 17 يونيو 1931. نشط حزبياً في الحزب الليبرالي الكندي. وقد انتخب عضو مجلس العموم الكندي.